# Усть-Пристанский район
Усть-При́станский райо́н — административно-территориальное образование (сельский район) и муниципальное образование (муниципальный район) в Алтайском крае России.
Административный центр — село Усть-Чарышская Пристань.

## География
Район располагается в центральной части края. Рельеф равнинный. Климат континентальный. Средняя температура января −18 °C, июля +20 °C. Годовое количество атмосферных осадков — 470 мм. Почвы — среднемощные чернозёмы.
Площадь района составляет 2700 км².
По территории района протекают реки Обь, Чарыш, имеется много озёр. В поймах рек заросли кустарников, в степи — березовые колки. Обитают из зверей — лось, коза, норка, ондатра, барсук, рысь, волк, лиса, заяц, белка, корсак; из птиц — утка, чайка, серая куропатка.

## История
Территория района осваивается человеком ещё в каменном веке, русское население появляется в 1720-х годах.
В конце XIX века территория района входила в Нижнечарышскую волость, в которой насчитывалось 73 населённых пункта.
Основой экономики территории было высоко прибыльного зернового производство и местная перерабатывающая, маслодельная, мукомольная, кожевенная промышленность. Основной транспортной артерией была река Обь, которая выполняла роль подъездного пути к железной дороге. Основным товаром был зерновой хлеб (пшеница), который отправлялся в Новониколаевск, Барнаул, Томск, Тюмень. Другой вид продукции, сливочное масло, направлялся на экспорт в страны Европы: Данию, Голландию, Германию. Усть-Чарышская Пристань в конце 19 веке по объёмам грузооборота и экономическому значению была на одном уровне с Бийском, Барнаулом, Камнем, Семипалатинском и Павлодаром.
Усть-Пристанский район образован 24 марта 1924 года.

## Население
| 1959    | 1996    | 1997    | 1998    | 1999    | 2000    | 2001    | 2002    | 2003    |
| ------- | ------- | ------- | ------- | ------- | ------- | ------- | ------- | ------- |
| 32 335  | ↘19 100 | ↘18 500 | ↘18 100 | ↘17 800 | ↘17 700 | ↘17 400 | ↘16 900 | ↘16 737 |
| 2004    | 2005    | 2006    | 2007    | 2008    | 2009    | 2010    | 2011    | 2012    |
| ↘16 526 | ↘16 341 | ↘16 043 | ↘15 773 | ↘15 512 | ↘14 907 | ↘13 409 | ↘13 307 | ↘12 912 |
| 2013    | 2014    | 2015    | 2016    | 2017    | 2018    | 2019    | 2020    | 2021    |
| ↘12 514 | ↘12 153 | ↘11 862 | ↘11 696 | ↘11 525 | ↘11 258 | ↘10 868 | ↘10 684 | ↘9538   |

### Национальный состав[16]
| национальность | мужчин | женщин | всего  | %    |
| -------------- | ------ | ------ | ------ | ---- |
| русские        | 7 495  | 8 494  | 15 989 | 95,1 |
| немцы          | 272    | 285    | 557    | 3,31 |
| украинцы       | 56     | 61     | 117    | 0,69 |
| армяне         | 16     | 8      | 24     | 0,14 |
| молдаване      | 9      | 6      | 15     | 0,09 |
| татары         | 5      | 9      | 14     | 0,08 |
| белорусы       | 8      | 5      | 13     | 0,08 |
| чуваши         | 8      | 4      | 12     | 0,07 |
| итого:         | 7 903  | 8 903  | 16 806 | 100  |

## Административно-муниципальное устройство
Усть-Пристанский район с точки зрения административно-территориального устройства края включает 13 административно-территориальных образований — 13 сельсоветов.
Усть-Пристанский муниципальный район в рамках муниципального устройства включает 13 муниципальных образований со статусом сельских поселений:
| №  | Сельское поселение         | Административный центр       | Количество населённых пунктов | Население (чел.) | Площадь (км²) |
| -- | -------------------------- | ---------------------------- | ----------------------------- | ---------------- | ------------- |
| 1  | Беловский сельсовет        | село Белово                  | 1                             | ↘143             | 99,08         |
| 2  | Брусенцевский сельсовет    | село Брусенцево              | 2                             | ↘624             | 209,31        |
| 3  | Вяткинский сельсовет       | село Вяткино                 | 1                             | ↘633             | 364,56        |
| 4  | Елбанский сельсовет        | село Елбанка                 | 2                             | ↘590             | 138,14        |
| 5  | Клепиковский сельсовет     | село Клепиково               | 2                             | ↗355             | 216,27        |
| 6  | Коробейниковский сельсовет | село Коробейниково           | 1                             | ↘973             | 240,46        |
| 7  | Краснодарский сельсовет    | село Краснодарское           | 1                             | ↘393             | 144,30        |
| 8  | Красноярский сельсовет     | село Красноярка              | 2                             | ↘813             | 211,74        |
| 9  | Нижнегусихинский сельсовет | село Нижняя Гусиха           | 3                             | ↘543             | 171,12        |
| 10 | Нижнеозернинский сельсовет | село Нижнеозёрное            | 1                             | ↘575             | 187,61        |
| 11 | Троицкий сельсовет         | село Троицкое                | 1                             | ↘381             | 174,13        |
| 12 | Усть-Пристанский сельсовет | село Усть-Чарышская Пристань | 3                             | ↘3935            | 242,45        |
| 13 | Чеканихинский сельсовет    | село Чеканиха                | 1                             | ↘141             | 305,22        |

### Населённые пункты
В Усть-Пристанском районе 21 населённый пункт:
| №  | Населённый пункт        | Тип     | Население | Сельское поселение         |
| -- | ----------------------- | ------- | --------- | -------------------------- |
| 1  | Белово                  | село    | ↘143      | Беловский сельсовет        |
| 2  | Беспалово               | село    | ↘15       | Усть-Пристанский сельсовет |
| 3  | Брусенцево              | село    | ↘575      | Брусенцевский сельсовет    |
| 4  | Вяткино                 | село    | ↘633      | Вяткинский сельсовет       |
| 5  | Елбанка                 | село    | ↘591      | Елбанский сельсовет        |
| 6  | Камышенка               | село    | ↗5        | Клепиковский сельсовет     |
| 7  | Клепиково               | село    | ↘430      | Клепиковский сельсовет     |
| 8  | Коловый Мыс             | посёлок | ↘136      | Елбанский сельсовет        |
| 9  | Коробейниково           | село    | ↘973      | Коробейниковский сельсовет |
| 10 | Краснодарское           | село    | ↘393      | Краснодарский сельсовет    |
| 11 | Красноярка              | село    | ↘698      | Красноярский сельсовет     |
| 12 | Нижнеозёрное            | село    | ↘575      | Нижнеозернинский сельсовет |
| 13 | Нижняя Гусиха           | село    | ↘584      | Нижнегусихинский сельсовет |
| 14 | Отдалённый              | посёлок | ↘77       | Нижнегусихинский сельсовет |
| 15 | Петлиха                 | посёлок | ↘57       | Нижнегусихинский сельсовет |
| 16 | Романово                | село    | ↘155      | Брусенцевский сельсовет    |
| 17 | Троицкое                | село    | ↘381      | Троицкий сельсовет         |
| 18 | Усть-Журавлиха          | село    | ↘369      | Красноярский сельсовет     |
| 19 | Усть-Чарыш              | село    | ↘64       | Усть-Пристанский сельсовет |
| 20 | Усть-Чарышская Пристань | село    | ↘3887     | Усть-Пристанский сельсовет |
| 21 | Чеканиха                | село    | ↘141      | Чеканихинский сельсовет    |

### Упразднённые населённые пункты
В 2009 году упразднено село Шипуново Усть-Пристанского сельсовета.
8 апреля 2013 упразднён посёлок Полевой Нижнегусихинского сельсовета.

## Экономика
Основное направление экономики района— сельское хозяйство. Свою роль в качестве зернового логистического центра во второй половине XX века район утратил.

## Транспорт
По территории района проходят автомобильная трасса «Алейск — Петропавловское — Бийск». Ближайшая железнодорожная станция — Алейская.

## Образование
В районе действует 17 общеобразовательных школ, 6 муниципальных детских садов и 2 учреждения дополнительного образования.

## Здравоохранение
Оказание медицинских услуг в районе осуществляют: центральная районная больница, поликлиника, участковая больница и 20 фельдшерско-акушерских пунктов.

## Люди, связанные с районом
- Королёв, Фёдор Филиппович (1924, село Нижнеозёрное — 1980) — участник Великой Отечественной войны, Герой Советского Союза
- Чертков Иван Александрович (1924, село Троицкое — 2009) — командир 82-мм миномёта 112-го гвардейского стрелкового полка, полный кавалер ордена Славы
- Власов Григорий Ильич (1914-7.03.1943, село Нижнеозерное) — участник Великой Отечественной войны.
- Власов Максим Ильич (1916—2015, село Нижнеозерное) — участник Великой Отечественной войны, Орден Отечественной Войны 1 степени, Орден Красной Звезды
- Власов Иван Ильич (1922—2004(?)), село Нижнеозерное) — участник Великой Отечественной войны, Орден Отечественной войны 2 степени, Медаль за Отвагу